# Remington Модель 1100
Remington 1100 самозарядний дробовик з відведенням порохових газів представлений Remington Arms в 1963 році.

## Історія
В 1963 році було представлено дробовик Remington Модель 1100 розроблену Вейном Ліком і Робертом Келлі, наступник Моделі 58 та Моделі 878 з газовідвідною системою. Модель 58 витіснила Модель 11-48, яка отримала затвор з довгою віддачою Джона Браунінга, що була в Моделі 11 та Browning Auto-5. Після появи в 1963 році Модель 1100 замінила Модель 58 та Модель 878, а пізніше і Модель 11-48.
Всі моделі серії мають газовідвідну систему з механізмом який сильно зменшує відбій. Станом на 1983 рік це була найбільш продавана самозарядна рушниця в історії США в доларовому еквіваленті.
Звичайна версія Модель 1100 під набій 12 калібру, названий Sportsman 12 Auto, продавалася в магазинах, таких як Target, Kmart та Walmart в середині 1980-х років, разом з Sportsman 12 Pump, звичайною рушницею Model 870.  Sportsman 12 Auto мали дешевші березові ложа та мали менше маркувань на ствольній коробці. Різниця була лише в зовнішньому вигляді, а тому всі деталі Моделі 1100 12 калібру є повністю взаємозамінними, в тому числі стволи та ствольні коробки. Обидва варіанти Sportsman 12 зникли з продажу в 1987 році, водночас з початком продажу самозарядної Моделі 11-87 та помпової Моделі 870 Express. 
В 2011 році Remington представили Модель 1100 Competition Synthetic. Це високоякісна декорована версія представлена в 2013 році на честь 50-го ювілею. Було вироблено понад чотири мільйони Моделей 1100. Кілька варіантів цієї серії — під набої 12, 20 та 28 калібру, а також .410 калібр —випускають і тепер.

## Конструкція

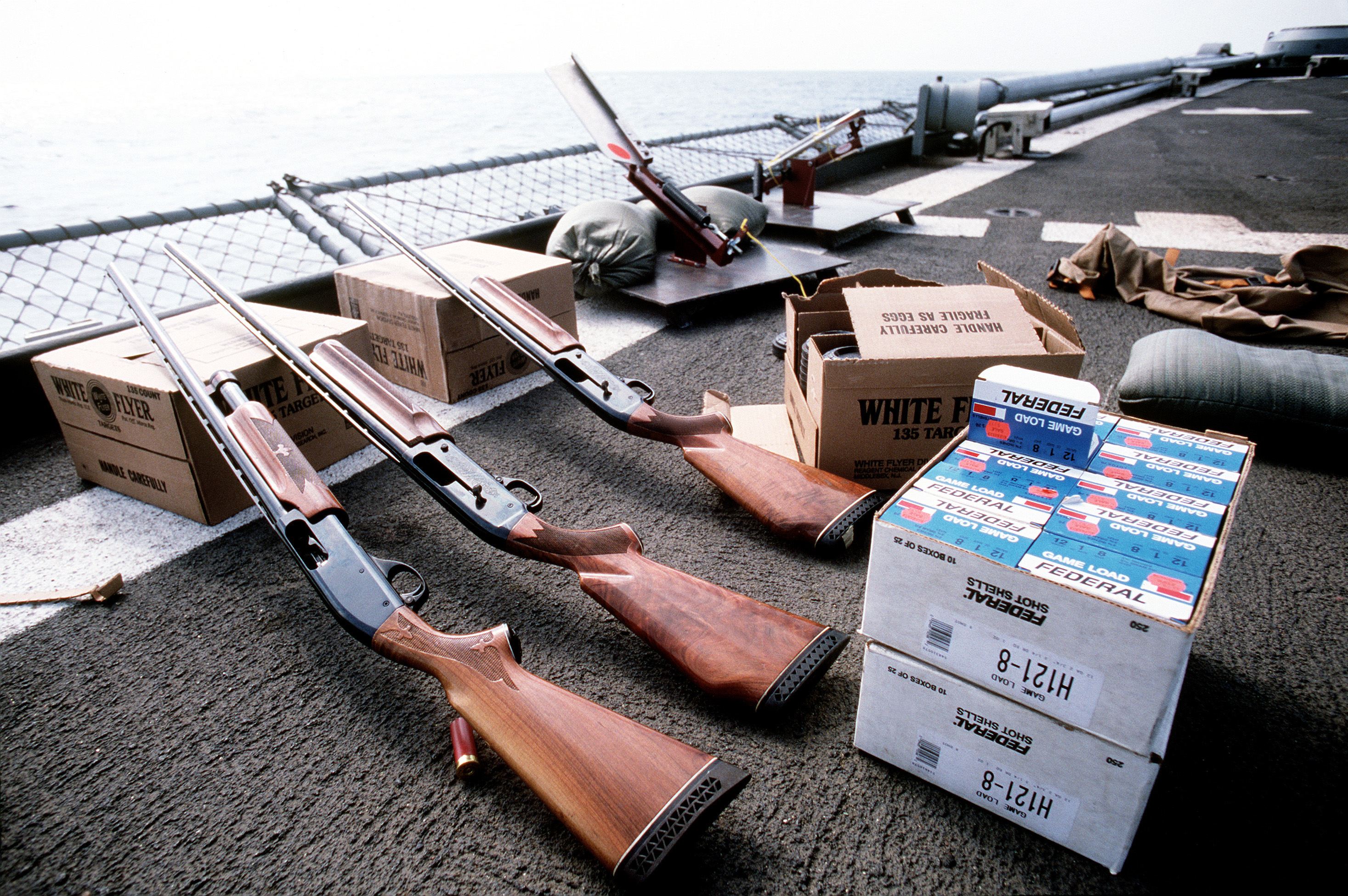
Дробовики Wingmaster 12 калібру, два Remington 1100 12 калібру, коробки з набоями та глиняні цілі на палубі лінкору USS MISSOURI (BB-63) підготовні для практичної стрільби.

В Моделі 1100 порохові гази відводяться через порти, які знаходяться в задній частині стволу поряд з цівкою. Потім гази рухають сталеву втулку затвора, яка розташована навколо трубчастого магазина і з'єднана з затворною рамою позаду, і викидають стріляну гільзу. Новий набій виходить з магазина, а зворотна пружина, розташована в прикладі, штовхає затвор вперед досилаючи набій в патронник. Модель 1100 може стріляти будь-якими набоями довжиною 2+3⁄4-дюйма (7,0 см) без регулювання в стандартних моделях та магнум набоями довжиною 2+3⁄4 та 3-дюйми (7,6 см) в версіях Магнум.
Важіль розблокування в Моделі 1100 розташовано знизу.

## Використання

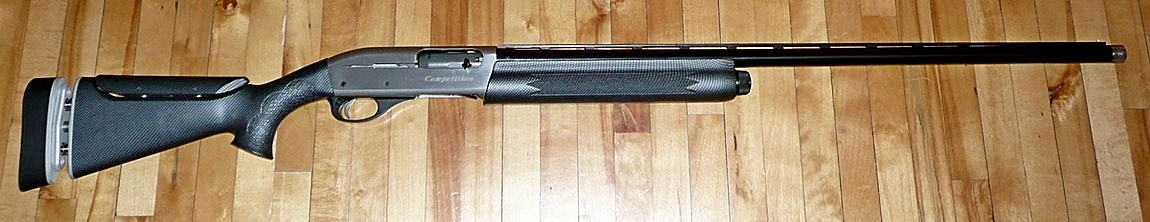
Remington 1100 Competition

### Роки появи моделей
- 1963: 12 калібр
- 1964: 16 калібр
- 1964: 20 калібр
- 1969: .410 калібр

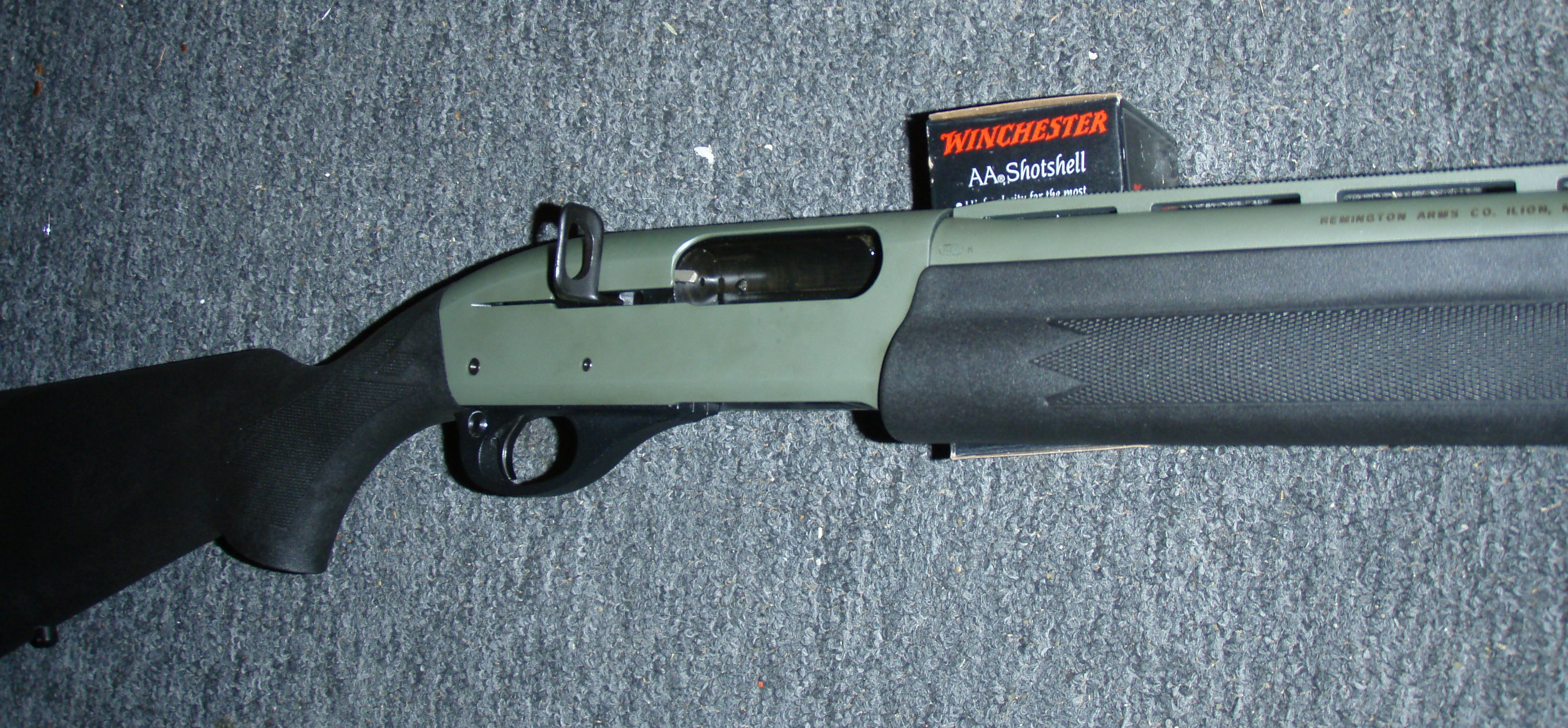
Remington 1100 Tactical Shotgun

- 1970: Matched Pair під набої .410 калібр та 28 калібр
- 1970: 20 калібр Lightweight—LW
- 1977: 20 калібр Lightweight—LT

Протягом багатьох років було випущено безліч обмежених випусків і пам’ятних моделей. 
Компанія Nighthawk Custom пропонує індивідуальні версії Remington 1100 для поліції, самозахисту та для змагань.

## Користувачі
- Австралія[8]
- Бенін[8]
- Малайзія[9]
- Мальта[8]
- Нова Зеландія[8]
- Панама[8]
- Таїланд[8]
- США[8]